# The Promised Neverland
The Promised Neverland (jap. 約束のネバーランド, Yakusoku no Nebārando) ist eine Manga-Serie vom Autor Shirai Kaiu und Zeichnerin Demizu Posuka, die seit 2016 in Japan erscheint. Sie ist in die Genres Drama, Horror, Mystery und Shōnen einzuordnen. Eine Adaption als Anime-Fernsehserie wurde ab Januar 2019 ausgestrahlt und in Deutschland über den Video-on-Demand-Anbieter Wakanim gezeigt.

## Handlung
In der Zukunft des Jahres 2045 leben unter anderem die Kinder Emma, Norman und Ray im Waisenhaus „Grace Field House“. Es ist ihnen verboten, das weitläufige Grundstück zu verlassen, doch sind sie hier glücklich und wollen daher gar nicht hinaus. Die Lerntests, die sie jeden Tag erfüllen sollen, meistern die drei mit Leichtigkeit. Das Grundstück ist groß und voller Abwechslung. Auch ihre Pflegemutter Isabella ist nett und bei allen Kindern beliebt. Als eines Tages das 6-jährige Mädchen Conny zu Adoptiveltern gehen soll, verlassen Emma und Norman das Heim und gehen zum Tor des Anwesens, um Conny ihr vergessenes Plüschtier zu bringen. Draußen entdecken sie, dass ihre Freundin tot ist und von Monstern gefressen werden soll. Aus dem Gespräch hören sie heraus, dass sie alle im Heim als hochwertige Delikatesse für Monster gedacht sind und nur zu diesem Zweck von Isabella aufgezogen werden. Bald sollen auch Emma, Norman und Ray an der Reihe sein.
Die drei Freunde beschließen, das Heim zu verlassen und auch alle anderen Kinder herauszuholen. Doch bald bemerken sie, dass das Waisenheim besser gesichert ist, als sie dachten. Währenddessen bemerkt Isabella, dass einige Kinder ihr Geheimnis aufgedeckt haben. Es entbrennt ein Katz-und-Maus-Spiel zwischen den Kindern und der Pflegemutter, bei dem die Freunde noch immer nicht wissen, was sie in der Welt außerhalb erwartet.

## Veröffentlichung
Die Serie erschien von August 2016 bis Juni 2020 im wöchentlichen Magazin Shūkan Shōnen Jump bei Shūeisha. Der Verlag brachte die Kapitel auch gesammelt in insgesamt 20 Bänden heraus. Diese verkauften sich bis Mai 2018 jeweils etwa 380.000 mal. Mit Start der Animeserie zogen die Verkäufe deutlich an und der zwölfte Band verkaufte sich allein im Januar 2019 fast 490.000 Mal. Im November 2020 erschien ein Artbook zur Serie.
Eine deutsche Übersetzung der Serie erschien von April 2018 bis Dezember 2021 vollständig bei Carlsen Manga. Im Mai 2024 veröffentlichte der Verlag das Art Book World. Außerdem wird der Manga auf Englisch von Viz Media, auf Spanisch von Norma Editorial, auf Französisch von Kazé, auf Italienisch von J-Pop und in Taiwan von Tong Li Publishing veröffentlicht.
| Band | Japanisch        | Japanisch              | Deutsch          | Deutsch                |
| Band | Veröffentlichung | ISBN                   | Veröffentlichung | ISBN                   |
| ---- | ---------------- | ---------------------- | ---------------- | ---------------------- |
| 01   | 2. Dez. 2016     | ISBN 978-4-08-880872-7 | 20. März 2018    | ISBN 978-3-551-73914-8 |
| 02   | 4. Feb. 2017     | ISBN 978-4-08-881006-5 | 30. Mai 2018     | ISBN 978-3-551-73915-5 |
| 03   | 4. Apr. 2017     | ISBN 978-4-08-881077-5 | 31. Juli 2018    | ISBN 978-3-551-73916-2 |
| 04   | 4. Juli 2017     | ISBN 978-4-08-881183-3 | 2. Okt. 2018     | ISBN 978-3-551-73917-9 |
| 05   | 4. Sep. 2017     | ISBN 978-4-08-881205-2 | 27. Nov. 2018    | ISBN 978-3-551-73918-6 |
| 06   | 2. Nov. 2017     | ISBN 978-4-08-881278-6 | 29. Jan. 2019    | ISBN 978-3-551-73919-3 |
| 07   | 4. Jan. 2018     | ISBN 978-4-08-881323-3 | 26. März 2019    | ISBN 978-3-551-73920-9 |
| 08   | 4. Apr. 2018     | ISBN 978-4-08-881384-4 | 28. Mai 2019     | ISBN 978-3-551-73927-8 |
| 09   | 4. Juni 2018     | ISBN 978-4-08-881495-7 | 30. Juli 2019    | ISBN 978-3-551-73928-5 |
| 10   | 3. Aug. 2018     | ISBN 978-4-08-881534-3 | 29. Okt. 2019    | ISBN 978-3-551-73929-2 |
| 11   | 2. Nov. 2018     | ISBN 978-4-08-881622-7 | 24. Dez. 2019    | ISBN 978-3-551-73930-8 |
| 12   | 4. Jan. 2019     | ISBN 978-4-08-881692-0 | 2. März 2020     | ISBN 978-3-551-73968-1 |
| 13   | 4. März 2019     | ISBN 978-4-08-881754-5 | 26. Mai 2020     | ISBN 978-3-551-73969-8 |
| 14   | 4. Juni 2019     | ISBN 978-4-08-881861-0 | 1. Sep. 2020     | ISBN 978-3-551-73970-4 |
| 15   | 2. Aug. 2019     | ISBN 978-4-08-882017-0 | 27. Okt. 2020    | ISBN 978-3-551-75006-8 |
| 16   | 4. Okt. 2019     | ISBN 978-4-08-882077-4 | 22. Dez. 2020    | ISBN 978-3-551-75007-5 |
| 17   | 4. Jan. 2020     | ISBN 978-4-08-882170-2 | 2. März 2021     | ISBN 978-3-551-75008-2 |
| 18   | 4. März 2020     | ISBN 978-4-08-882223-5 | 1. Juni 2021     | ISBN 978-3-551-75009-9 |
| 19   | 3. Juli 2020     | ISBN 978-4-08-882223-5 | 31. Aug. 2021    | ISBN 978-3-551-75010-5 |
| 20   | 2. Okt. 2020     | ISBN 978-4-08-882375-1 | 30. Nov. 2021    | ISBN 978-3-551-75037-2 |

## Anime-Umsetzung
Am 28. Mai 2018 wurde in der 26. Ausgabe des Shūkan Shōnen Jump angekündigt, die Mangareihe als Animeserie umzusetzen. Die Adaption erfolgte beim Animationsstudio CloverWorks, Regie führt Mamoru Kanbe, der ebenfalls bei der Entstehung des Anime Elfen Lied involviert war. Hauptautor war Toshiya Ono. Für das Charakterdesign wurde Kazuaki Shimada engagiert, die künstlerische Leitung lag bei Shigemi Ikeda und Yukiko Maruyama. Die insgesamt zwölf Episoden der 1. Staffel wurden zwischen dem 11. Januar und 29. März 2019 von Fuji TV im noitaminA-Block ausgestrahlt.
Prime Video zeigt die Episoden der Animeserie in Japan; in Frankreich sowie Deutschland zeigen Wakanim und Crunchyroll die Serie im Simulcast. Crunchyroll, Funimation NOW, Hulu und Hidive übertragen The Promised Neverland in Nordamerika. In Australien und Neuseeland erhielt AnimeLab die Streaming-Rechte. In Deutschland strahlt der Free-TV-Sender ProSieben Maxx die erste Staffel vom 30. Juli bis zum 20. August 2021 in deutscher Synchronisation aus.
Die zweite Staffel der Serie sollte im Oktober 2020 ausgestrahlt werden, wurde aber aufgrund der COVID-19-Pandemie auf Januar 2021 verschoben.

### Synchronisation
Die deutschsprachige Synchronisation der Animations-Fernsehserie entstand bei den Oxygen Sound Studios in Berlin. Verfasser des Dialogbuchs war Charlotte Uhlig, Dialogregie führte René Dawn-Claude.
| Rolle    | Japanische Stimme (Seiyū) | Deutsche Stimme   |
| -------- | ------------------------- | ----------------- |
| Emma     | Sumire Morohoshi          | Marie Hinze       |
| Norman   | Maaya Uchida              | Melinda Rachfahl  |
| Ray      | Mariya Ise                | Sebastian Fitzner |
| Isabella | Yuko Kaida                | Antje von der Ahe |
| Conny    | Ari Ozawa                 | Sarah Tkotsch     |

### Musik
Die Musik in der Serie stammt aus der Feder von Takahiro Obata. Der Vorspanntitel ist Touch off von UVERworld und der Abspann ist unterlegt mit dem Lied Zettai Zetsumei von Cö shu Nie.

## Auszeichnungen
Der Manga wurde zweimal für den Manga Taisho Award nominiert, 2017 und 2018. 2018 war die Serie auch für den Osamu-Tezuka-Kulturpreis nominiert. Im Januar 2018 gewann er den Shōgakukan-Manga-Preis in der Kategorie Shōnen.